# Sidney Parnes
Dr. Sidney J. Parnes (5 de enero de 1922 – 19 de agosto de 2013) es un académico estadounidense en el Buffalo State College (ubicada en Buffalo, Nueva York), cofundador del Centro Internacional de estudios de creatividad y miembro vitalicio de la Creative Education Foundation (CEF). donde ingresó  en 1955 con el fin de ayudar a desarrollar un programa educativo integral para el CEF. En 1966, el fundador Alex Faickney Osborn murió, dejando Parnes para encabezar la Fundación.
Parnes y Alex Faickney Osborn desarrollan la Solución Creativa de Problemas (CPS), un método estructurado para generar soluciones a los problemas.